# Фернандес, Арран
Арран Фернандес (англ. Arran Fernandez, род. в 1995 году) — английский математик, который в июне 2013 года стал самым молодым Старшим спорщиком (Senior Wrangler) в Кембриджском университете, в возрасте 18 лет.
В январе 2010 года его в порядке исключения приняли в колледж Фитцуильям (англ. Fitzwilliam College) Кембриджского университета. Представители университета заявили, что они не помнят принятия столь юных студентов с 1773 года, когда в университет в возрасте 14 лет поступил Уильям Питт-младший
До поступления в университет он получил домашнее образование, которое позволило ему сдать экзамен на получение аттестата об общем среднем образовании (en:GCSE) в возрасте пяти лет (этот экзамен сдают по окончании школы в возрасте 16 лет).
Начиная с 2000 года он опубликовал несколько последовательностей в Энциклопедии целочисленных последовательностей (OEIS), теоретико-числовой базе данных, созданной Нилом Слоаном.
Его телевизионная работа включала в себя выступление в качестве «Человека недели» в ток-шоу Фрэнка Элстнера на немецком телевидении в 2001 году, и появление в шоу Терри Воган и Габи Рослин на британском телевидении в 2003, когда он соревновался с известным популяризатором математики Джонни Боллом в прямом эфире в вычислениях в уме и выиграл, продемонстрировав способность вычислять в уме корни пятой степени из больших целых чисел.